# Isabel dos Santos (actrice)
Ne doit pas être confondu avec Isabel dos Santos.
Pour les articles homonymes, voir dos Santos.
Isabel dos Santos est né en 1956 au Portugal. Elle est conteuse, comédienne et autrice. Elle est diplômée de l'École supérieure de théâtre du Conservatoire d'art dramatique de Lisbonne. Elle est également titulaire d'une maîtrise en art dramatique à l'Université du Québec à Montréal. 

## Biographie
C'est au Portugal qu'Isabel dos Santos commence sa carrière artistique. Elle a étudié le théâtre au Conservatoire d'art dramatique de Lisbonne. Elle a également fondé et dirigé le théâtre Laboratório de Faro. Elle a joué quelques rôles à la télévision portugaise, mais c'est principalement au Québec qu'elle a fait carrière. Elle s'installe au Québec au début des années 1990. En 1997, elle complète sa maîtrise. Son mémoire porte sur la théâtralisation du texte épistolaire. 
Elle a joué dans plusieurs films, séries télévisées et pièces de théâtre. On la retrouve notamment au cinéma dans Piché, entre ciel et terre (2010) de Sylvain Archambault, Embrasse-moi comme tu m'aimes (2016) d'André Forcier et plusieurs autres films. À la télévision, elle a joué des rôles dans Ruptures (2016), Au secours de Béatrice (2014), Mémoires vives (2013), Les bobos (2012) et d'autres séries télévisées.
En plus d'être active sur les scènes télévisuelles, cinématographiques et dramatiques, elle est engagée dans le milieu du conte québécois. D'ailleurs, elle crée le lien entre sa pratique d'actrice et ses contes. « Elle aime particulièrement transgresser les frontières qui traversent et séparent le conte de la parole théâtrale. D’ailleurs, sa solide expérience théâtrale lui permet de diversifier les outils de communication mis au service de la parole «contée». Bref, dans son travail en tant que conteuse, Isabel laisse tomber le masque du comédien, mais ne renie pas d’où elle vient. » Son répertoire comprend plusieurs de ses créations, mais également des contes traditionnels auxquels elle ajoute une touche contemporaine. 
Elle a présenté ses contes sur plusieurs scènes : Festivals, maison de la culture, écoles, bibliothèques, etc. 
En 2020, elle publie un livre audio intitulé La soupe au caillou frais du jour aux éditions Planète rebelle,. 
Elle a été membre du conseil d'administration du centre Strathearn et siège présentement au Conseil d'action sociocommunautaire de Montréal (CASCM). Elle a dirigé plusieurs activités d'animation et de création théâtrale auprès des jeunes et au sein de la communauté lusophone de Montréal, dont la pièce Marear qu'elle a présentée à la Maison de la culture du Plateau Mont-Royal,.   

## Filmographie

### Cinéma
- 1998 : Taken : Rosa
- 2003 : Le manuscrit érotique : Serveuse
- 2004 : Wicker Park : Chamber Maid
- 2007 : Contre toute espérance : Madame
- 2009 : Synchro (dans le cadre de la Biennale de Montréal) : Mère
- 2010 : Piché, entre ciel et terre : Lucia Tavares
- 2016 : Embrasse-moi comme tu m'aimes : Serveuse italienne
- 2017 : La respiration de l'abeille (court métrage) : Barbara
- 2021 : Une révision : Juge
- 2021 : Maria : Sylvia
- 2022 : Lignes de fuite : Cerila
- 2022 : 23 décembre : Libraire

### Télévision
- 1988 : Vitinho : Prisma Isa
- 1995 : Parents malgré tout : Sœur Angela
- 1997 : Paparazzi : Angela
- 1998 : Caserne 24 : Maria
- 2002 : The Case of the Whitechapel Vampire : Miss de la Rosa
- 2002 : Tabou : Cristina
- 2004 : Canadian Case Files : Chandrika
- 2005 : Providence : Fatima Macedo
- 2006 : 10.5 Apocalypse : Irene
- 2006 : Pure laine : Fatima
- 2010 : Les rescapés : Helena Harton
- 2012 : O' : Angela
- 2012 : Les Bobos : Hermosa Menedez
- 2013 : Mémoires vives : Juge Martinez
- 2014 : Au secours de Béatrice : Celia
- 2015 : Marche à l'ombre : Martha Ferrera
- 2015 : Quantico : Rosa Vasquez
- 2016 : Ruptures : Lisa Perez (1er rôle)
- 2017 : Faits divers : Agente funéraire
- 2017 : Enquêteurs : La galériste
- 2018 : Léo : Pélerine
- 2018 : M'entends-tu ? : Solange
- 2018 : L'Arène : Claudia
- 2019 : Blood and Treasure : Italian Restorant Owner
- 2019 : Les honorables : Maria Velasquez
- 2019 : Une autre histoire : Nicoletta
- 2021 : Je voudrais qu'on m'efface : Rita (1er rôle)
- 2022 : Comme des têtes pas de poule : Anna

## Théâtre
- 1992 : Il n'y a plus rien (Robert Gravel) : Teresa Suarez
- 1994 : La espera (Guy Beausoleil) : Rosa
- 1995 : Cinquante (Robert Gravel et Jean-Pierre Ronfard) : Plusieurs
- 1998 : La cabane magique (Reynald Bouchard) : Jade
- 1999 : Le marin (Julie Vincent et Danielle Panneton) : La rêveuse
- 2007 : Femmes à coudre (Nancy Roberge) : Édith
- 2011 : The Poster (Arianna Bardesono) : Kalida Said
- 2014 : Echinocactus, mon épineuse belle-mère (Léa-Marie Cantin) : Maria
- 2015 : Dans la bouche (Nicolas Fonseca) : Amalia
- 2017 : La foirée montréalaise (Martin Desgagné) : divers
- 2018 : Saudade (Serge Mandeville) : Mère
- 2020 : Bingo Disco (Véronique Raymond) : Jacquelina

## Œuvres

### Contes
- La soupe au caillou frais du jour, Montréal, Planète rebelle, 2020, n.p.  (ISBN 9782924797860)